# Email brun
Email brun (također i Leinölfirnis, Braunfirnis, Ölbräune, Schmelzfirnis,Firnisbrand ) tehnika je urešavanja metalnih predmeta.No ne radi se o tehnici emajliranja već o prevlačenju bakra slojem lanenog ulja koji zatim zagrijavanjem zapečemo do pojave smeđe ili crne boje. Na ploči zatim izvodimo crteže ili ornamente   tehnikom struganja,te   mjesta s kojih smo uklonili zapečeno laneno ulje zatim pozlatimo tehnikom pozlate u vatri.Većinom je korištena   pri izradi natpisa,te ornamentom ukrašenih traka,kao i figuralnih prikaza .Tehnika je svoje   glavno doba primjene imala između 11. i 13.  stoljeća,većinom je korištena u zemljama njemačkog govornog područja.Znatno je duže korištena u Rusiji - sve do u 16.stoljeće. Najpoznatiji primjeri primjene su veliki kružni lusteri,najočuvaniji je onaj u crkvi samostana u Comburgu,te 2 u Hildesheimu i jedan u Aachenu.
Theophilus Presbyter  spominje ovu tehniku u svom djelu "Schedula diversarum artium" (oko 1125).Od suvremenih umjetnika u ovoj je tehnici radio Michael Amberg iz Wurzburga.

## Vanjske poveznice
- TECHNIKEN UND HISTORISCHE MERKMALE DES BRAUNFIRNISSES – EINE RICHTIGSTELLUNG MIT EINEM GESAMTKATALOG HISTORISCHER BRAUNFIRNISARBEITEN